# Arnold Raapke
Arnold Raapke (* 10. Dezember 1864; † 16. Februar 1935 in Hannover) war ein deutscher Verwaltungsbeamter und Richter.

## Leben
Arnold Raapke studierte Rechtswissenschaften an der Georg-August-Universität Göttingen. 1883 wurde er Mitglied des Corps Brunsviga Göttingen. Nach Abschluss des Studiums trat er in den preußischen Staatsdienst ein. Von 1899 bis 1919 war er Landrat des Kreises Strasburg in Westpreußen. Anschließend wurde er Oberregierungsrat in der Reichsfinanzverwaltung in Berlin und im Finanzamtes I in Stettin. Zuletzt war er Präsident des Finanzgerichts Hannover.